# Perdita gertschi
Perdita gertschi är en biart som beskrevs av Timberlake 1958. Perdita gertschi ingår i släktet Perdita och familjen grävbin. Inga underarter finns listade i Catalogue of Life.